# Chiralità (matematica)

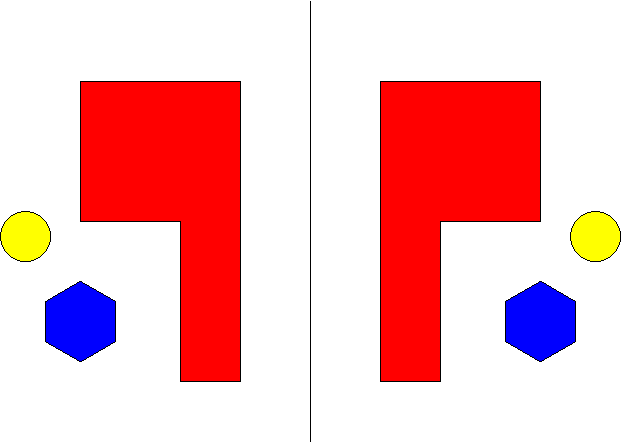
Come vengono trasformati alcuni oggetti planari a seguito di una riflessione lungo una retta: il poligono rosso differisce sostanzialmente dalla sua immagine riflessa, e quindi è chirale. Il cerchio giallo e l'esagono regolare blu invece non cambiano e quindi non sono chirali.

Enantiomorfismo.

In matematica, un oggetto geometrico è chirale se è differente dalla sua immagine riflessa. Più precisamente, per "differente" si intende che non è possibile sovrapporre l'immagine riflessa con l'oggetto originario tramite traslazioni e rotazioni.
Il concetto di chiralità si applica alle figure geometriche piane e spaziali. Si applica anche a concetti elaborati più recentemente dalla matematica moderna, come i nodi o le varietà.
La riflessione è spesso anche chiamata enantiomorfismo, e due oggetti ottenuti l'uno dall'altro tramite riflessione sono detti enantiomorfi. Un oggetto chirale, assieme alla sua immagine riflessa, forma una coppia enantiomorfa.

## Figure planari
Un poligono è chirale se e solo se non ha un asse di simmetria. Quindi i poligoni regolari non sono chirali, e neppure i triangoli isosceli. D'altra parte, i triangoli scaleni sono tutti chirali.

## Figure solide
I solidi platonici non sono chirali: ciascuno di questi ammette numerose simmetrie e metà di queste sono riflessioni. Fra i solidi archimedei vi sono però due esempi di poliedri chirali, il cubo simo e il dodecaedro camuso. Il cubo simo e la sua immagine riflessa formano quindi una coppia enantiomorfa, descritta qui sotto:
| Il cubo simo | Il cubo simo, immagine riflessa |
La chiralità è una proprietà che viene preservata per dualità. Quindi i solidi di Catalan duali di due solidi archimedei chirali sono anch'essi chirali.

## Nodi
La chiralità è un concetto molto importante anche in teoria dei nodi. Il nodo a trifoglio è un nodo chirale, mentre il nodo a otto non lo è.
| Trifoglio | Figura a 8    |
| Trefoil   | Figure-8 knot |